# Milonga (música)
La milonga es un género musical folclórico rioplatense, típico de Argentina, Uruguay y Rio Grande do Sul (Brasil). El género proviene de la cultura gauchesca. Se ejecuta en compás binario, pero a menudo con un acompañamiento de guitarra en 6/8. Se presenta en dos modalidades: por un lado, la milonga campera, pampeana o surera (perteneciente a la llamada música surera o sureña), la cual es la forma original de la milonga. Por otro lado, la milonga ciudadana, un estilo musical posterior. Su primera grabación fue Un bailongo (1922), compuesta y escrita por el afroargentino José Ricardo, cantada por Carlos Gardel y su música ejecutada por Guillermo Barbieri y el mismo José Ricardo. Nueve años más tarde, en 1931, Sebastián Piana compone Milonga sentimental, la primera milonga ciudadana que tuvo gran difusión.

## Etimología
«Milonga» significaba en el lenguaje quimbundu, afincado en Brasil, «palabra», y por extensión «palabrerío», término muy apropiado para definir a la payada. Hay que aclarar que quimbunda era el lenguaje de los pueblos «Bundas», con el que se conocía a algunas tribus africanas de Angola, vieja colonia portuguesa de la costa occidental del continente africano. Abundaron los esclavos traídos de esas tierras, y que hablaban el quimbunda (lenguaje bantú), entre la población negra de Brasil, de Argentina y de Uruguay.
El historiador porteño Hugo Corradi aportó un dato importante. Corradi escribió: «...luego de que Justo José de Urquiza hubiera derrotado a Juan Manuel de Rosas en Caseros el 3 de febrero de 1852, los soldados brasileños que formaban el Ejército Grande de aquel, sorprendieron a los porteños (más bien, a los mazorqueros apostados en el campamento y cárcel de los Santos Lugares de Rosas, actual Partido de San Martín) cantando esas guajiras ya acriolladas y en son de burla o crítica. Entonces, dichos soldados señalaron que estos (los mazorqueros porteños) entonaban ‘milongas’». Así que, para los brasileños, esos largos versos cantados sobre una misma melodía que se repetía hasta el final eran un palabrerío, quizás inentendible para ellos. En cuanto a esto, dijo Roberto Selles: «Lo cierto es que la denominación quedó y a tal punto que los mismos lugareños pasaron a llamar milongas a las guajiras acriolladas que entonaban...».

## Origen e historia

### La milonga campera
El origen de la milonga (milonga campera) tiene origen en la música Surera se sabe que contiene elementos afro en su constitución rítmica e influencias de danzas criollas y europeas llegadas a la pampa Argentina a través de varias vías, principalmente de Perú, España, Brasil y Cuba. Se daba en aquella época el fenómeno que se conoce como "de ida y vuelta" ya que los géneros viajaban de América a Europa y viceversa sufriendo transformaciones y adaptaciones en cada región.
Tiene semejanzas con otros ritmos como la chamarrita, y el candombe. Se presume que aportó elementos al tango, que luego tomó la forma original de la milonga como subgénero propio.
La milonga campera integra la expresión campesina de la pampa, de viejo arraigo, inicialmente cantada, aunque luego tuvo coreografía. Fue adaptada para incluirse en obras teatrales por fines de 1880. Hasta llegar a esto, la milonga tuvo un proceso largo.
En España, aproximadamente en el siglo XII, se ha detectado lo que podría ser el más antiguo antecedente de la milonga. En ese entonces, y en esas tierras, figuraba el compás alterno (6/8-3/4, es decir un ritmo constantemente cambiante), todo esto en la versión de Arcos de la Frontera del conocido “Romance de Gerineldo”. Géneros musicales posteriores de compás alternativo fueron la zarabanda (siglo XVI) y su inmediata evolución, la tirana (siglo XVIII).
La tonadilla escénica –antecedente de la zarzuela- llevó el género musical denominado “tirana” a Cuba, donde evolucionó y adquirió características locales propias, además de un nuevo nombre: “guajira” (término que en Cuba significa «campesina»). En los viajes de ida y vuelta entre Cuba y España, la “tirana” convertida en “guajira” volvió a territorio español, más precisamente a Andalucía (zona donde se hallaba el principal puerto español de la época, el Puerto de Palos). Allí la guajira se aflamencó y esa variante de guajira fue la que llegó a Buenos Aires.
Se estima que, aproximadamente, el arribo de la guajira aflamencada a Buenos Aires podría haber tenido lugar entre 1822 y 1830.  En cuanto a lo musical, esta época se podría describir con la siguiente frase de José Antonio Wilde (médico del ejército argentino –quien estuvo en la Batalla de Caseros- y escritor: “…del cielo, décima y triste habíamos pasado por grado a las canciones españolas muy graciosas y de un estilo especial”.
Este parentesco musical, también se podría apoyar en la similitud que hallaron Roberto Selles y Marcelo Oliveri entre la milonga pampeana y la guajira flamenca, la primera vez que oyeron una de estas últimas. A su vez, estas personas se dieron cuenta más tarde (tal y como escribió Roberto Selles en su libro “Historia de la milonga” (2004), que el español José María Salaverría ya había escrito en “Tierra Argentina” (1910), lo siguiente: “Las milongas se parecen a las guajiras de Cuba”.
Podría representar otra prueba de esta, posible, genealogía musical la antigua milonga pampeana campera (anónima) llamada “La paloma indiana”, recogida y grabada por el folklorista argentino Mario Pardo. En esa grabación se advierte notoriamente este posible origen de la milonga. Además, se sabe que esa canción es una guajira convertida en milonga.
Por otro lado, la milonga más antigua (la cual no se denominó así en su momento) de la que hay registro data de poco antes de la Batalla de Caseros (1852). La misma habla del inminente arribo de Urquiza a Buenos Aires,  y es conocida como "Milonga Rosista", la cual dice:

Dicen que viene del norte / las tropas del general;
 con mucho galón dorado / que a Rosas quieren voltear / (…)

Esta letra y la melodía existente, fueron extraídas de trabajos de la musicóloga Violeta Hemsy de Gainza, a quien se la comunicó la reconocida Adela Olivieri de Garrocha.
El nuevo género musical llegado a la región pampeana, la “guajira acriollada" o "milonga antigua", no tardó en hacerse popular. De hecho, para 1854 era tan popular que, según Josué Teófilo Wilkes y Blanco: “…había pasado la época de cielitos y medias cañas. La milonga vino a suplantarlos…”. Prueba de la popularidad de dicho género musical es que, ya para 1860, “...los cantores de milongas parecían multiplicarse en la República Argentina”, refirió Sañudo Autrán citado por Vicente Gesualdo. Sin embargo, pese a la popularidad de este ritmo musical, parece ser que para los habitantes de la región donde se desarrollaron estos hechos (parte de la región pampeana argentina), el inconveniente fue reproducir el ritmo de 6/8-/4 (al cual estaban acostumbrados los guitarristas flamencos, pero no los guitarristas de mencionada tierra). La solución, según parece, fue interpretar dicho ritmo en un tiempo de 2/4 en vez de en un 6/8. Esto lo afirmó Josué Teófilo Wilkes y Blanco, y agregó que ese cambio se habría efectuado durante el decenio 1870-1880. De esta manera, la “guajira aflamencada” se había acriollado y adaptado con características propias de la zona, y así podría haber nacido la típica “milonga pampeana”.
En algún momento, a los músicos de algún conjunto se les habría ocurrido tocar la milonga pampeana campera en alguna ‘milonga’ (en este caso, ‘milonga’ refiere al lugar donde se iba a bailar a finales del siglo XIX, como refleja en algunos versos del Martín Fierro). Cuando la milonga (que había nacido como canción bajo una melodía poco variable) se tornó bailable, los intérpretes decidieron (al estar no ya sujetos a la letra) estilizarla, y dieron así rienda suelta a su inventiva musical. A este tipo de milonga, principalmente instrumental (no a la cantable –que era la “milonga campera pampeana”– la cual continuó su curso independientemente), también se la solía llamar tango –aunque fueran “tangos-milongas antiguos”–.
Ya en el transcurso de las décadas 1880-1890, y en ese proceso de dar rienda suelta a la inventiva musical de ese género (el tango-milonga antiguo), los pianistas comenzaron a llevar a la milonga o “tango-milonga antiguo”, descrita anteriormente, al pentagrama. Hay que decir, que este ritmo se fue mezclando con el ritmo que estaba en pleno auge, el tango procedente del tango andaluz (aunque con influencias también de otros géneros musicales: (habanera, candombe, mazurca, vals, etc.). Todos estos ritmos, se fueron mezclando y evolucionando hasta dar lugar a lo que actualmente se conoce, simplemente, como “tango”. Con esto se puede comprender que la milonga campera dejó rastros en el tango. A partir de esto, más tarde se crearía la "milonga ciudadana".
Pese a la aparición de la milonga estilizada (la que era llevada al pentagrama con arreglos para piano), y posteriormente la milonga ciudadana, los intérpretes de los suburbios y los de la campaña continuaron con los ritmos tradicionales de milonga, la milonga pampeana campera.
Por su parte, el considerado mejor payador de todos los tiempos, el afroargentino Gabino Ezeiza, fue quien introdujo el ritmo de milonga a la payada. El mismo Gabino, afirmó que la milonga (campera) proviene del candombe, el cual se formó a partir de viejos ritmos africanos. Hay que saber que Gabino Ezeiza era afroporteño nacido en San Telmo (un barrio de esclavos), y que vivió en una época en la que había un número considerable de afrodescendientes negros en la zona del actual Gran Buenos Aires; y que además, su maestro en la iniciación de la payada, Pancho Luna, también era afroporteño.
En un reportaje al payador argentino Nemesio Trejo, hecho por Jaime Olombrada, y que fuera publicado en el periódico "La Opinión" de Avellaneda (Pcia de Buenos Aires, Argentina) el 15 de abril de 1916, Trejo cuenta:

"En 1884 era mi primera topada con Gabino Ezeiza, el más célebre de los bardos argentinos, y esa payada sirvió para hacer escuela. Por aquella época se cantaba por cifra, pero Gabino introdujo la milonga en esa oportunidad en el tono Do Mayor" y agregaba: "es pueblera (del ambiente ciudadano) ya que es hija del Candombe africano, y golpeando con los índices en el borde de la mesa empezó a tararear" tunga...tatunga...tunga..." para demostrar, fonéticamente, la vinculación de este ritmo con el Candombe.".
(Nemesio Trejo, tomado en un reportaje hecho por Jaime Olombrada)

Teniendo en cuenta lo dicho por Ezeiza, además de que los esclavizados en Argentina fueron "carne de cañón" en las guerras (desde las guerras de Independencia hasta la Guerra de la Triple Alianza), y que Rosas simpatizaba con los afroargentinos y viceversa  (compartían lugares a la hora de festejar los carnavales); es muy probable que entre esos lugareños que entonaban "guajiras acriolladas" o "milongas primitivas" (de quienes se habían burlado los brasileños del Ejército Grande de Justo José de Urquiza) hubiera afroargentinos, quienes le darían su toque propio a la milonga, influidos por el toque candombe porteño. Además, ha habido grandes payadores afroargentinos; amén del ficticio moreno del Martín Fierro. También fueron famosos los payadores y poetas Gabino Ezeiza (1858-1916) e Higinio Cazón. Por todo esto, es posible que la milonga calara fuerte entre los afroargentinos, y que ellos ayudaran a su difusión (tal y como lo hizo Gabino Ezeiza con su innovación de payar en ritmo de milonga), y a su evolución progresiva hasta que la milonga campera quedara completamente definida, como se la conoce en la actualidad. Otro importante payador afroargentino fue "el Negro" Juan José García.
En 1886 "El Mundo Artístico" de Buenos Aires daba cuenta de la popularidad de este género en ambas orillas del Río de la Plata:

La milonga es el canto popular de las repúblicas del Plata, original, de sentido eminentemente criollo... tiene algunos puntos de semejanza con las "saetae" que se cantan en Andalucía para el Viernes Santo...

Una curiosidad de la milonga campera, es que coexistió con la habanera, pero reinó en ambientes sociales muy humildes.[cita requerida] A su vez, en la última etapa de su desarrollo, se la solía llevar al pentagrama de la misma manera en que las habaneras eran escritas en el pentagrama, quizás por eso se la habría llamado "la habanera de los pobres".

#### Principales exponentes de la milonga campera
Alfredo Zitarrosa es el máximo intérprete de la milonga en Uruguay, así como Atahualpa Yupanqui, Argentino Luna, José Larralde y Alberto Merlo, lo son en la Argentina.

### Milonga ciudadana
Es una variante que surgió como un subgénero del tango y a su vez pariente lejana de la milonga campera. Esta fue llevada al pentagrama por varios pianistas a finales del siglo XIX. Esas “huellas” o “rastros”  influyeron en algunos compositores, y fue así que, con letra y música del afroargentino José Ricardo, cantada por Carlos Gardel y su música ejecutada por Guillermo Barbieri y el mismo Ricardo, la primera grabación conocida fue la canción "Un bailongo" (1922). Nueve años más tarde, en 1931, Sebastián Piana (música) y Homero Manzi (letra) crearon "Milonga sentimental", la primera que tuvo gran difusión. Fue Piana quien la llamó milonga y así surgió la milonga ciudadana, que es más rápida que la campera, la que más tarde fue adaptada por Juan D’Arienzo a la llamada "orquesta típica". Esto produjo la confusión de no pocos historiadores, desconocedores de los primeros cultores de la milonga, que eran payadores o recitadores que usaban el ritmo para recitar y cantar. No obstante, los intérpretes de los suburbios y los de la campaña continuaron con la forma tradicional de la milonga, la pampeana campera.

#### Diferencias con el tango
Aunque tanto la milonga como el tango están en compás de 2/4 o 4/4, las 8 figuras musicales de la milonga están distribuidas en 3 + 3 + 2 en cambio el tango posee un ritmo más «cuadrado».

## Subvariantes de la milonga
Con la aparición de la nueva forma de tipo ciudadano, ligada al tango, la forma original se empezó a llamar milonga campera o surera, en tanto que la nueva modalidad recibió la denominación de milonga ciudadana. A su vez, dentro de estas dos variantes hay varias subvariantes.
Son ejemplos de tal diversidad las milongas ciudadanas, bien en cuartetas: “Milonga del 900” y “Corrales viejos”, en décimas: “Milonga burrera, “Un baile a beneficio”, o bien en su característica de orquesta típica: “Nocturna”, “Taquito militar”, “La trampera”, etc. A su vez, existe la denominada milonga-candombe, subgénero híbrido creado a principios del decenio de 1940 por Sebastián Piana, son ejemplos de este: “Pena mulata”, “Papá Baltasar”; todas estas aceleradas. Por otro lado, son ejemplo de milongas camperas lentas: "Milonga triste" (Piana y Manzi) y “Los ejes de mi carreta” (A. Yupanqui-R. Risso), de milongas camperas algo aceleradas: “Tata no quiere”, y de milongas rápidas: “Fogonera”.
Además de los tipos de milongas argentinas anteriormente mencionados, también existen milongas con diferentes ritmos y velocidades en Uruguay, entre ellas la titulada "Milonga oriental" de Abel Carlevaro, y en el estado brasileño de Río Grande do Sul. Incluso en Andalucía,  existen “milongas” bajo la denominación de “milonga flamenca”, la cual es una adaptación de la milonga argentina llevada a esas tierras a fines del siglo XIX por Pepa de Oroy su hermana. Estas hermanas trabajaron con el “cantaor” Juan Junquera durante algún tiempo en Argentina, donde conocieron el género. Luego lo dieron a conocer en España, donde se produjo la adaptación, tal y como apuntaron los reconocidos estudiosos del flamenco Romualdo Molina y Miguel Espín, y el famoso profesor y “cantaor” Alfredo Arrebola, entre otros.
En el año 2010, se reconoció a la milonga como patrimonio cultural inmaterial de Uruguay.

## Comentarios de distinguidas personalidades
"Podemos concebir su origen como la contradanza europea en su versión ciudadana rioplatense, y siguiendo la idea de Grenet, describirla como una melodía criolla rioplatense fundida al poderoso aliento de los tambores candomberos", de cuyos ritmos "es hija directa".
(Horacio Ferrer)

"La milonga es el género folclórico vivo por excelencia en mi tierra (...) se trata de un ritmo que recibe influencias afro y por cierto, proviene también como una buena parte del folclore nuestro, del folclore del sur de España, el folclore andaluz. Pero comprende una vasta zona del cono sur, la pampa argentina y las praderas onduladas de la banda oriental."  .
(Alfredo Zitarrosa, entrevista televisiva, Madrid 1976)

### Borges y la milonga
El escritor argentino Jorge Luis Borges criticó en algún momento el tango y prefirió la milonga para la redacción de poemas, que no trasmite la melancolía del primero. Borges es autor de la letra de la milonga ciudadana "Jacinto Chiclana", en la que le evoca a un guapo cuchillero, que solía poner su habilidad para pelear con el cuchillo al servicio de caudillos políticos.

## Géneros musicales afines
La milonga está emparentada con el tango, el candombe y la habanera. Además, la milonga pampeana ha dado lugar, junto con el kaani, a la aparición "al natural" del típico ritmo patagónico de la chorrilera o chorrillero, desarrollada entre los lugareños de la Patagonia andina de Argentina.
También existe una antigua variante uruguaya, aparentemente exclusiva de la ciudad de Montevideo, llamada milongón.[cita requerida]